# Ес-Ей-Пі-центр
SAP Center at San Jose (раніше відомий як: San Jose Arena; Compaq Center; HP Pavilion) — спортивний комплекс у місті Сан-Хосе, Каліфорнія (США), відкритий у 1993 році. Місце проведення міжнародних змагань з кількох видів спорту і домашня арена для команди Сан-Хосе Шаркс, НХЛ.

## Місткість
- Баскетбол — 18 549
- Хокей із шайбою —  17 496
- Концерт —  19 190
- Боротьба — 18 300
- Хокей — 17 562
- Теніс — 11 386